# Szydłowo Drugie
Szydłowo Drugie (prononciation : [ʂɨˈdwɔvɔ ˈdruɡʲɛ]) est une localité polonaise de la gmina de Trzemeszno dans le powiat de Gniezno de la voïvodie de Grande-Pologne dans le centre-ouest de la Pologne.
Elle se situe à environ 7 kilomètres à l'est de Trzemeszno (siège de la gmina), à 22 kilomètres à l'est de Gniezno (siège du powiat) et à 71 kilomètres à l'est de Poznań (capitale régionale).
La localité possédait une population de 28 habitants en 2011.

## Histoire
De 1975 à 1998, la localité faisait partie du territoire de la voïvodie de Bydgoszcz.

Depuis 1999, Szydłowo Drugie est situé dans la voïvodie de Grande-Pologne.